# جین بیتس
جین بیتس (انگلیسی: Jeanne Bates; ۲۱ مهٔ ۱۹۱۸ – ۲۸ نوامبر ۲۰۰۷) هنرپیشه اهل ایالات متحده آمریکا بود. وی بین سال‌های ۱۹۴۳ تا ۲۰۰۲ میلادی فعالیت می‌کرد.

## گزیده فیلمشناسی
- مرگ فروشنده (۱۹۵۱)
- کله‌پاک‌کن (۱۹۷۷)
- جان‌سخت ۲ (۱۹۹۰)
- گرند کنیون (۱۹۹۱)
- جاده مالهالند (۲۰۰۱)